# Turraea longifolia
Turraea longifolia är en tvåhjärtbladig växtart som beskrevs av C. Dc.. Turraea longifolia ingår i släktet Turraea och familjen Meliaceae. Inga underarter finns listade i Catalogue of Life.